# Parerechthis crassicornis
Parerechthis crassicornis är en insektsart som beskrevs av Piza Jr. 1970. Parerechthis crassicornis ingår i släktet Parerechthis och familjen vårtbitare. Inga underarter finns listade i Catalogue of Life.